# 祖·玛珑
祖·玛珑（Jo Malone London）是英国香水和香味蠟燭品牌，以其豪華蠟燭、沐浴產品和香水而聞名。

## 歷史
1990年由英国调香师祖·马隆創立。隨著祖·马隆女士出現在The Oprah Winfrey Show上，該品牌在美國開始流行。1999年她將該公司以“未公開的數百萬美元”出售給雅诗兰黛公司。祖·马隆女士在2006年之前繼續為該品牌擔任創意總監，並因不競爭協議而五年內被禁止創作新香水或護膚品系列。

## 市場行銷
該品牌由英國模特和音樂家凯伦·艾臣(Karen Elson)以及模特和女演員Poppy Delevingne代表，任該品牌的發言人。
非裔英國新生代超模Adwoa Aboah擔任2022年全新全球品牌大使。

## 外部鏈接
- 官方网站